# Oksitropis
Oksitropis (prošav, oštrica, lat. Oxytropis) je veliki biljni rod iz porodice mahunarki raširen po gotovo sjevernoj Sjevernoj Americi i Euroaziji. Pripada mu preko 600 vrsta trajnica i polugrmova jastučastog oblika.
U Hrvatskoj raste nekoliko vrsta, to su žakenova oštrica ili oštrica gorska (O. jacquinii), dlakava oštrica (O. pilosa), dinarska oštrica (O. dinarica), poljska oštrica (O. campestris) i još nekoliko vrsta.
- Oxytropis campestris
- Oxytropis japonica
- Oxytropis jacquinii
- Oxytropis neglecta
- Oxytropis pilosa
- Oxytropis sericea

## Vrste
1. Oxytropis acanthacea Jurtzev
2. Oxytropis aciphylla Ledeb.
3. Oxytropis adamsiana (Trautv.) Jurtzev
4. Oxytropis adenophylla Popov
5. Oxytropis admiranda Vassilcz.
6. Oxytropis adscendens Gontsch.
7. Oxytropis aellenii Vassilcz.
8. Oxytropis afghanica Rech.f. & Köie
9. Oxytropis ajanensis (Regel & Tiling) Bunge
10. Oxytropis albana Steven
11. Oxytropis alberti-regelii Vassilcz.
12. Oxytropis albiflora Bunge
13. Oxytropis albovillosa B.Fedtsch.
14. Oxytropis alii Vassilcz.
15. Oxytropis almaatensis Bajtenov
16. Oxytropis alpestris Schischk.
17. Oxytropis alpicola Turcz.
18. Oxytropis alpina Bunge
19. Oxytropis altaica (Pall.) Pers.
20. Oxytropis ambigua (Pall.) DC.
21. Oxytropis amethystea Arv.-Touv.
22. Oxytropis ammophila Turcz.
23. Oxytropis ampullata (Pall.) Pers.
24. Oxytropis anaulgensis Pavlov
25. Oxytropis andersii Vassilcz.
26. Oxytropis anertii Nakai
27. Oxytropis anyemaqensis Y.H.Wu
28. Oxytropis approximata Less.
29. Oxytropis arassanica Gontsch.
30. Oxytropis arbaevae Vassilcz.
31. Oxytropis arctica R.Br.
32. Oxytropis arenae-ripariae Vassilcz.
33. Oxytropis argentata (Pall.) Pers.
34. Oxytropis argyroleuca Bornm.
35. Oxytropis armeniaca Sosn. ex Mulk.
36. Oxytropis arystangalievii Bajtenov
37. Oxytropis aspera Gontsch.
38. Oxytropis assiensis Vassilcz.
39. Oxytropis asterocarpa Vassilcz.
40. Oxytropis astragaloides Boriss.
41. Oxytropis atbaschi Saposhn.
42. Oxytropis aucheri Boiss.
43. Oxytropis aulieatensis Vved.
44. Oxytropis aurea Vassilcz.
45. Oxytropis auriculata C.W.Chang
46. Oxytropis austrosachalinensis Vassilcz. ex N.S.Pavlova
47. Oxytropis avis Saposhn.
48. Oxytropis azerbaijanica Podlech
49. Oxytropis babatagi Abdusal.
50. Oxytropis baburi Vassilcz.
51. Oxytropis baicalia (Pall.) Pers.
52. Oxytropis baissunensis Vassilcz.
53. Oxytropis bajtulinii Kotukhov
54. Oxytropis bakhtiarica Maassoumi
55. Oxytropis baldshuanica B.Fedtsch.
56. Oxytropis bargusinensis Peschkova
57. Oxytropis barkolensis X.Y.Zhu, H.Ohashi & Y.B.Deng
58. Oxytropis barkultagi Grubov & Vassilcz.
59. Oxytropis barunensis Y.H.Wu
60. Oxytropis baschkiriensis Knjaz.
61. Oxytropis baxoiensis P.C.Li
62. Oxytropis bella B.Fedtsch. ex O.Fedtsch.
63. Oxytropis bellii (Britton ex Macoun) Palib.
64. Oxytropis beringensis Jurtzev
65. Oxytropis besseyi (Rydb.) Blank.
66. Oxytropis bicolor Bunge
67. Oxytropis bicornis Vassilcz.
68. Oxytropis biflora P.C.Li
69. Oxytropis biloba Saposhn.
70. Oxytropis binaludensis Vassilcz.
71. Oxytropis birirensis Ali
72. Oxytropis bobrovii B.Fedtsch.
73. Oxytropis bogdoschanica Jurtzev
74. Oxytropis boguschi B.Fedtsch.
75. Oxytropis borealis DC.
76. Oxytropis bosculensis Golosk.
77. Oxytropis brachycarpa Vassilcz.
78. Oxytropis bracteata Basil.
79. Oxytropis bracteolata Vassilcz.
80. Oxytropis brevicaulis Ledeb.
81. Oxytropis brevipedunculata P.C.Li
82. Oxytropis bryophila (Greene) Jurtzev
83. Oxytropis bungei Kom.
84. Oxytropis burchan-buddae Grubov & Vassilcz.
85. Oxytropis burhanbudaica Y.H.Wu
86. Oxytropis cabulica (Boiss.) Boiss.
87. Oxytropis cachemiriana Cambess.
88. Oxytropis caespitosa (Pall.) Pers.
89. Oxytropis caespitosula Gontsch.
90. Oxytropis calcareorum N.S.Pavlova
91. Oxytropis callophylla Vassilcz.
92. Oxytropis calva Malyschev
93. Oxytropis campanulata Vassilcz.
94. Oxytropis campestris (L.) DC.
95. Oxytropis cana Bunge
96. Oxytropis candicans (Pall.) DC.
97. Oxytropis candolleorum Vassilcz.
98. Oxytropis canopatula Vassilcz.
99. Oxytropis capusii Franch.
100. Oxytropis carpatica R.Uechtr.
101. Oxytropis caudiciramosa Vassilcz.
102. Oxytropis chakassiensis Polozhij
103. Oxytropis chantengriensis Vassilcz.
104. Oxytropis charkeviczii Vyschin
105. Oxytropis chesneyoides Gontsch.
106. Oxytropis chiliophylla Benth.
107. Oxytropis chinglingensis C.W.Chang
108. Oxytropis chionobia Bunge
109. Oxytropis chionophylla Schrenk
110. Oxytropis chitralensis Ali
111. Oxytropis chorgossica Vassilcz.
112. Oxytropis chrysocarpa Boiss.
113. Oxytropis ciliata Turcz.
114. Oxytropis cinerascens Bunge
115. Oxytropis cinerea Vassilcz.
116. Oxytropis coelestis Abdusal.
117. Oxytropis coerulea (Pall.) DC.
118. Oxytropis columbina Vassilcz.
119. Oxytropis compacta Maassoumi & Joharchi
120. Oxytropis confusa Bunge
121. Oxytropis crassiuscula Boriss.
122. Oxytropis cretacea Basil.
123. Oxytropis cuspidata Bunge
124. Oxytropis czapan-daghi B.Fedtsch.
125. Oxytropis czekanowskii Jurtzev
126. Oxytropis czerskii Jurtzev
127. Oxytropis czukotica Jurtzev
128. Oxytropis danorum Rech.f.
129. Oxytropis darpirensis Jurtzev & A.P.Khokhr.
130. Oxytropis dashtikavarensis Vassilcz.
131. Oxytropis dasypoda Rupr. ex Boiss.
132. Oxytropis datongensis Y.H.Wu
133. Oxytropis deflexa (Pall.) DC.
134. Oxytropis dehra-duni Vassilcz.
135. Oxytropis densa Benth. ex Bunge
136. Oxytropis densiflora P.C.Li
137. Oxytropis diantha Bunge ex Maxim.
138. Oxytropis dichroantha Schrenk
139. Oxytropis didymophysa Bunge
140. Oxytropis dinarica (Murb.) Wettst.
141. Oxytropis diversifolia E.Peter
142. Oxytropis dorogostajskyi Kuzen.
143. Oxytropis dschagastaica Grubov & Vassilcz.
144. Oxytropis dubia Turcz.
145. Oxytropis dumbedanica Grubov & Vassilcz.
146. Oxytropis duthieana Ali
147. Oxytropis echidna Vved.
148. Oxytropis eriocarpa Bunge
149. Oxytropis ervicarpa Vved. ex Z.N.Filimonova
150. Oxytropis evenorum Jurtzev & A.P.Khokhr.
151. Oxytropis exserta Jurtzev
152. Oxytropis falcata Bunge
153. Oxytropis farsi Vassilcz.
154. Oxytropis fasciculiflorum Vassilcz.
155. Oxytropis fedtschenkoana Vassilcz.
156. Oxytropis fedtschenkoi Vassilcz.
157. Oxytropis ferganensis Vassilcz.
158. Oxytropis fetida (Vill.) DC.
159. Oxytropis fetisowii Bunge
160. Oxytropis filiformis DC.
161. Oxytropis floribunda (Pall.) DC.
162. Oxytropis fohlenensis Vassilcz.
163. Oxytropis foucaudii Gillot
164. Oxytropis fragilifolia N.Ulziykh.
165. Oxytropis fragiliphylla Q.Wang, Chang Y.Yang, X.Y.Zhu & H.Ohashi
166. Oxytropis frigida Kar. & Kir.
167. Oxytropis fruticulosa Bunge
168. Oxytropis fuscescens Vassilcz.
169. Oxytropis gandeensis Y.H.Wu
170. Oxytropis ganningensis C.W.Chang
171. Oxytropis gebleri Fisch. ex Bunge
172. Oxytropis gebleriana Schrenk
173. Oxytropis gerzeensis P.C.Li
174. Oxytropis gilgitensis Vassilcz.
175. Oxytropis giraldii Ulbr.
176. Oxytropis glabra DC.
177. Oxytropis glandulosa Turcz.
178. Oxytropis glareosa Vassilcz.
179. Oxytropis globiflora Bunge
180. Oxytropis gloriosa Ali
181. Oxytropis gmelinii Fisch. ex Boriss.
182. Oxytropis golengolensis Vassilcz.
183. Oxytropis gorbunovii Boriss.
184. Oxytropis gorodkovii Jurtzev
185. Oxytropis graminetorum Vassilcz.
186. Oxytropis grandiflora DC.
187. Oxytropis griffithii Bunge ex Boiss.
188. Oxytropis gubanovii Vassilcz.
189. Oxytropis gueldenstaedtioides Ulbr.
190. Oxytropis guilanica Maassoumi & Moradi
191. Oxytropis guinanensis Y.H.Wu
192. Oxytropis guntensis B.Fedtsch.
193. Oxytropis gymnogyne Bunge
194. Oxytropis hailarensis Kitag.
195. Oxytropis halleri Bunge ex W.D.J.Koch
196. Oxytropis hedgei Vassilcz.
197. Oxytropis helenae N.S.Pavlova
198. Oxytropis helvetica Scheele
199. Oxytropis heratensis Bunge ex Boiss.
200. Oxytropis heterophylla Bunge ex Maxim.
201. Oxytropis heteropoda Bunge
202. Oxytropis heterotricha Turcz.
203. Oxytropis hindukuschensis Vassilcz.
204. Oxytropis hippolyti Boriss.
205. Oxytropis hirsuta Bunge
206. Oxytropis hirsutiuscula Freyn
207. Oxytropis hirta Bunge
208. Oxytropis holanshanensis H.C.Fu
209. Oxytropis huashixiaensis Y.H.Wu
210. Oxytropis huddelsonii A.E.Porsild
211. Oxytropis hudsonica (Greene) Fernald
212. Oxytropis humifusa Kar. & Kir.
213. Oxytropis × hybrida Brügger
214. Oxytropis hypoglottoides (Baker) Ali
215. Oxytropis hypsophila Bunge ex Boiss.
216. Oxytropis hystrix Schrenk
217. Oxytropis imbricata Kom.
218. Oxytropis immersa (Baker) Bunge ex Lipsky
219. Oxytropis inaria (Pall.) DC.
220. Oxytropis incana Jurtzev
221. Oxytropis includens Basil.
222. Oxytropis indensis Vassilcz.
223. Oxytropis indurata Maassoumi
224. Oxytropis inopinata Jurtzev
225. Oxytropis inschanica H.C.Fu & S.S.Cheng
226. Oxytropis integripetala Bunge
227. Oxytropis intermedia Bunge
228. Oxytropis interposita Sipliv.
229. Oxytropis iranica Vassilcz.
230. Oxytropis ishkashimorum Vassilcz.
231. Oxytropis iskanderica B.Fedtsch.
232. Oxytropis itoana Tatew.
233. Oxytropis jabalambrensis (Pau) Podlech
234. Oxytropis japonica Maxim.
235. Oxytropis javaherdehi Maassoumi
236. Oxytropis jordalii A.E.Porsild
237. Oxytropis jucunda Vved.
238. Oxytropis junatovii Sanchir
239. Oxytropis jurtzevii Malyschev
240. Oxytropis kalamii Vassilcz.
241. Oxytropis kamelinii Vassilcz.
242. Oxytropis kamtschatica Hultén
243. Oxytropis kansuensis Bunge
244. Oxytropis karataviensis Pavlov
245. Oxytropis karavaevii Jurtzev
246. Oxytropis karjaginii Grossh.
247. Oxytropis kasakorum Knjaz.
248. Oxytropis kaspensis Krasnob. & Pshenich.
249. Oxytropis katangensis Basil.
250. Oxytropis kateninii Jurtzev
251. Oxytropis kazidanica Vassilcz.
252. Oxytropis ketmenica Saposhn.
253. Oxytropis khinjahi Vassilcz.
254. Oxytropis klementzii N.Ulziykh.
255. Oxytropis knjazevii Vasjukov
256. Oxytropis kobukensis S.L.Welsh
257. Oxytropis kodarensis Jurtzev & Malyschev
258. Oxytropis kokrinensis A.E.Porsild
259. Oxytropis komei Saposhn.
260. Oxytropis kopetdagensis Gontsch.
261. Oxytropis korabensis (Kümmerle & Jáv.) A.W.Hill
262. Oxytropis kordkoyensis Maassoumi
263. Oxytropis kossinskyi B.Fedtsch. & Basil.
264. Oxytropis kotschyana Boiss. & Hohen.
265. Oxytropis kozhuharovii D.K.Pavlova, D.Dimitrov & M.Nikolova
266. Oxytropis krylovii Schipcz.
267. Oxytropis kubanensis Leskov
268. Oxytropis kuchanensis Vassilcz.
269. Oxytropis kuhistanica Abdusal.
270. Oxytropis kukkonenii Vassilcz.
271. Oxytropis kumaonensis Vassilcz.
272. Oxytropis kumbelica Grubov & Vassilcz.
273. Oxytropis kunarensis Vassilcz.
274. Oxytropis kunashiriensis Kitam.
275. Oxytropis kungurensis Knjaz.
276. Oxytropis kuramensis Abdusal.
277. Oxytropis kusnetzovii Krylov & Steinb.
278. Oxytropis kyziltalensis Vassilcz.
279. Oxytropis ladyginii Krylov
280. Oxytropis lagopus Nutt.
281. Oxytropis lambertii Pursh
282. Oxytropis lanata (Pall.) DC.
283. Oxytropis lanceatifoliola H.Ohba, S.Akiyama & S.K.Wu
284. Oxytropis langshanica H.C.Fu
285. Oxytropis lanuginosa Kom.
286. Oxytropis lapponica (Wahlenb.) J.Gay
287. Oxytropis larionovii Grubov & Vassilcz.
288. Oxytropis lasiocarpa Gontsch.
289. Oxytropis lasiopoda Bunge
290. Oxytropis latialata P.C.Li
291. Oxytropis latibracteata Jurtzev
292. Oxytropis lavrenkoi N.Ulziykh.
293. Oxytropis laxiracemosa Vassilcz.
294. Oxytropis lazica Boiss.
295. Oxytropis lehmannii Bunge
296. Oxytropis leptophylla (Pall.) DC.
297. Oxytropis leptophysa Bunge
298. Oxytropis × lessingiana Knjaz.
299. Oxytropis leucantha (Pall.) Pers.
300. Oxytropis leucocyanea Bunge
301. Oxytropis leucotricha Turcz.
302. Oxytropis lhasaensis X.Y.Zhu
303. Oxytropis liliputa Vassilcz.
304. Oxytropis linczevskii Gontsch.
305. Oxytropis linearibracteata P.C.Li
306. Oxytropis lipskyi Gontsch.
307. Oxytropis lithophila Vassilcz.
308. Oxytropis litoralis Kom.
309. Oxytropis litwinowii B.Fedtsch.
310. Oxytropis longialata P.C.Li
311. Oxytropis longibracteata Kar. & Kir.
312. Oxytropis longirostra DC.
313. Oxytropis lupinoides Grossh.
314. Oxytropis lutchensis Franch.
315. Oxytropis luteocaerulea (Baker) Ali
316. Oxytropis lydiae Vassilcz.
317. Oxytropis macrobotrys Bunge
318. Oxytropis macrocarpa Kar. & Kir.
319. Oxytropis macrodonta Gontsch.
320. Oxytropis macrosema Bunge
321. Oxytropis maduoensis Y.H.Wu
322. Oxytropis mahneshanensis Maassoumi
323. Oxytropis maidantalensis B.Fedtsch.
324. Oxytropis malacophylla Bunge
325. Oxytropis malloryana Dunn
326. Oxytropis maqinensis Y.H.Wu
327. Oxytropis marco-poloi Vassilcz.
328. Oxytropis margacea Vassilcz.
329. Oxytropis martjanovii Krylov
330. Oxytropis masarensis Vassilcz.
331. Oxytropis maydelliana Trautv.
332. Oxytropis megalantha H.Boissieu
333. Oxytropis megalorrhyncha Nevski
334. Oxytropis meinshausenii Schrenk
335. Oxytropis melaleuca Bunge
336. Oxytropis melanocalyx Bunge
337. Oxytropis melanotricha Bunge
338. Oxytropis merkensis Bunge
339. Oxytropis mertensiana Turcz.
340. Oxytropis michelsonii B.Fedtsch.
341. Oxytropis micrantha Bunge ex Maxim.
342. Oxytropis microcarpa Gontsch.
343. Oxytropis microphylla (Pall.) DC.
344. Oxytropis microsphaera Bunge
345. Oxytropis middendorffii Trautv.
346. Oxytropis minjanensis Rech.f.
347. Oxytropis mixotriche Bunge
348. Oxytropis moellendorffii Bunge ex Maxim.
349. Oxytropis mollis Royle ex Benth.
350. Oxytropis mongolica Kom.
351. Oxytropis monophylla Grubov
352. Oxytropis montana (L.) DC.
353. Oxytropis monticola A.Gray
354. Oxytropis morenarum Vassilcz.
355. Oxytropis multiceps Nutt.
356. Oxytropis mumynabadensis B.Fedtsch.
357. Oxytropis muricata (Pall.) DC.
358. Oxytropis myriophylla (Pall.) DC.
359. Oxytropis nana Nutt.
360. Oxytropis nanda-devi Vassilcz.
361. Oxytropis neglecta J.Gay ex Ten.
362. Oxytropis neimonggolica C.W.Chang & Y.Z.Zhao
363. Oxytropis neorechingeriana Vassilcz.
364. Oxytropis nepalensis Vassilcz.
365. Oxytropis niedzweckiana Popov
366. Oxytropis nigrescens (Pall.) Fisch. ex DC.
367. Oxytropis nikolai Filim. & Abduss.
368. Oxytropis nitens Turcz.
369. Oxytropis nivea Bunge
370. Oxytropis nuda Basil.
371. Oxytropis nuristanica Vassilcz.
372. Oxytropis nutans Bunge
373. Oxytropis ochotensis Bunge
374. Oxytropis ochrantha Turcz.
375. Oxytropis ochrocephala Bunge
376. Oxytropis ochroleuca Bunge
377. Oxytropis ochrolongibracteata X.Y.Zhu & H.Ohashi
378. Oxytropis ocrensis F.Conti & Bartolucci
379. Oxytropis oligantha Bunge
380. Oxytropis oreophila A.Gray
381. Oxytropis ornata Vassilcz.
382. Oxytropis oroboides Vassilcz.
383. Oxytropis ovczinnikovii Abdusal.
384. Oxytropis owerinii Bunge
385. Oxytropis oxyphylla (Pall.) DC.
386. Oxytropis oxyphylloides Popov
387. Oxytropis pakistanica Vassilcz.
388. Oxytropis pallasii Pers.
389. Oxytropis pamiroalajca Abdusal.
390. Oxytropis panjshirica Podlech & Deml
391. Oxytropis parasericeopetala P.C.Li
392. Oxytropis parryi A.Gray
393. Oxytropis parvanensis Vassilcz.
394. Oxytropis pauciflora Bunge
395. Oxytropis pavlovii B.Fedtsch. & Basil.
396. Oxytropis pellita Bunge
397. Oxytropis penduliflora Gontsch.
398. Oxytropis persica Boiss.
399. Oxytropis peschkovae Popov
400. Oxytropis physocarpa Ledeb.
401. Oxytropis piceetorum Vassilcz.
402. Oxytropis pilosa (L.) DC.
403. Oxytropis pilosissima Vved.
404. Oxytropis platonychia Bunge
405. Oxytropis platysema Schrenk
406. Oxytropis podlechii Vassilcz.
407. Oxytropis podocarpa A.Gray
408. Oxytropis podoloba Kar. & Kir.
409. Oxytropis polyphylla Ledeb.
410. Oxytropis poncinsii Franch.
411. Oxytropis ponomarjevii Knjaz.
412. Oxytropis popoviana Peschkova
413. Oxytropis potaninii Bunge ex Palib.
414. Oxytropis prenja (Beck) Beck
415. Oxytropis proboscidea Bunge
416. Oxytropis prostrata (Pall.) DC.
417. Oxytropis protopopovii Kom.
418. Oxytropis proxima Boriss.
419. Oxytropis przewalskii Kom.
420. Oxytropis pseudocoerulea P.C.Li
421. Oxytropis pseudofrigida Saposhn.
422. Oxytropis pseudoglandulosa Gontsch. ex Grubov
423. Oxytropis pseudohirsuta Q.Wang & Chang Y.Yang
424. Oxytropis pseudohirsutiuscula Vassilcz.
425. Oxytropis pseudoleptophysa Boriss.
426. Oxytropis pseudomyriophylla S.S.Cheng ex X.Y.Zhu, H.Ohashi & Y.B.Deng
427. Oxytropis pseudorosea Filim.
428. Oxytropis pseudosuavis Maassoumi
429. Oxytropis puberula Boriss.
430. Oxytropis pulvinoides Vassilcz.
431. Oxytropis pumila Fisch. ex DC.
432. Oxytropis pumilio (Pall.) Ledeb.
433. Oxytropis purpurea (Bald.) Markgr.
434. Oxytropis pusilla Bunge
435. Oxytropis putoranica M.M.Ivanova
436. Oxytropis qaidamensis Y.H.Wu
437. Oxytropis qamdoensis X.Y.Zhu, Y.F.Du & H.Ohashi
438. Oxytropis qilianshanica C.W.Chang & C.L.Zhang ex X.Y.Zhu & H.Ohashi
439. Oxytropis qinghaiensis Y.H.Wu
440. Oxytropis qingnanensis Y.H.Wu
441. Oxytropis qitaiensis X.Y.Zhu, H.Ohashi & Y.B.Deng
442. Oxytropis racemosa Turcz.
443. Oxytropis ramosissima Kom.
444. Oxytropis rarytkinensis N.S.Pavlova
445. Oxytropis rautii L.R.Dangwal & R.D.Gaur
446. Oxytropis rechingeri Vassilcz.
447. Oxytropis recognita Bunge
448. Oxytropis regelii Vassilcz.
449. Oxytropis reniformis P.C.Li
450. Oxytropis retusa Matsum.
451. Oxytropis reverdattoi Jurtzev
452. Oxytropis revoluta Ledeb.
453. Oxytropis × rhaetica Brügger
454. Oxytropis rhizantha Palib.
455. Oxytropis rhodontha Vassilcz.
456. Oxytropis rhynchophysa Schrenk
457. Oxytropis ribumoo Vassilcz.
458. Oxytropis rosea Bunge
459. Oxytropis roseiformis B.Fedtsch.
460. Oxytropis rostrata Vassilcz.
461. Oxytropis rubriargillosa Vassilcz.
462. Oxytropis rubricaudex Hultén
463. Oxytropis rudbariensis Vassilcz.
464. Oxytropis ruebsaamenii B.Fedtsch.
465. Oxytropis rupifraga Bunge
466. Oxytropis ruthenica Vassilcz.
467. Oxytropis sabzavarensis Maassoumi
468. Oxytropis sacciformis H.C.Fu
469. Oxytropis sachalinensis Miyabe & Tatew.
470. Oxytropis sajanensis Jurtzev
471. Oxytropis salangensis Podlech & Deml
472. Oxytropis salicetorum Vassilcz.
473. Oxytropis salukensis Maassoumi
474. Oxytropis sanjappae Chaudhary
475. Oxytropis saperlebulensis Vassilcz.
476. Oxytropis saposhnikovii Krylov
477. Oxytropis sarkandensis Vassilcz.
478. Oxytropis sata-kandaonensis Vassilcz.
479. Oxytropis satpaevii Bajtenov
480. Oxytropis saurica Saposhn.
481. Oxytropis savellanica Bunge ex Boiss.
482. Oxytropis scabrida Gontsch.
483. Oxytropis scammaniana Hultén
484. Oxytropis schachimardanica Filim.
485. Oxytropis scheludjakovae Karav. & Jurtzev
486. Oxytropis schmorgunoviae Jurtzev
487. Oxytropis schrenkii Trautv.
488. Oxytropis selengensis Bunge
489. Oxytropis semenowii Bunge
490. Oxytropis seravschanica Gontsch.
491. Oxytropis sericea Nutt.
492. Oxytropis sericopetala Prain ex C.E.C.Fisch.
493. Oxytropis setifera Kom.
494. Oxytropis setosa (Pall.) DC.
495. Oxytropis sewerzowii Bunge
496. Oxytropis shahvarica Maassoumi
497. Oxytropis shanxiensis X.Y.Zhu
498. Oxytropis shivae Aswal, Goel & Mehrotra
499. Oxytropis siah-sangi Vassilcz.
500. Oxytropis sibajensis Knjaz.
501. Oxytropis sichuanica C.W.Chang
502. Oxytropis siegizmundii N.S.Pavlova
503. Oxytropis sinkiangensis S.S.Cheng ex C.W.Chang
504. Oxytropis siomensis Abdusal.
505. Oxytropis sitaipaiensis T.P.Wang ex C.W.Chang
506. Oxytropis sivehensis Maassoumi & Amini Rad
507. Oxytropis siziwangensis Y.Z.Zhao & Zhong Y.Zhu
508. Oxytropis sobolevskajae Pjak
509. Oxytropis sojakii Vassilcz.
510. Oxytropis songorica (Pall.) DC.
511. Oxytropis sordida (Willd.) Pers.
512. Oxytropis spicata (Pall.) O.Fedtsch. & B.Fedtsch.
513. Oxytropis spinifer Vassilcz.
514. Oxytropis splendens Douglas
515. Oxytropis squammulosa DC.
516. Oxytropis staintoniana Ali
517. Oxytropis staintonii Vassilcz.
518. Oxytropis stenofoliola Polozhij
519. Oxytropis stenophylla Bunge
520. Oxytropis stracheyana Bunge
521. Oxytropis strobilacea Bunge
522. Oxytropis stukovii Palib.
523. Oxytropis suavis Boriss.
524. Oxytropis subcapitata Gontsch.
525. Oxytropis submutica Bunge
526. Oxytropis subpodoloba P.C.Li
527. Oxytropis subverticillaris C.A.Mey.
528. Oxytropis sulphurea (Fisch. ex DC.) Ledeb.
529. Oxytropis sumneviczii Krylov
530. Oxytropis suprajenissejensis Kuvaev & Sonnikova
531. Oxytropis surculosa Rech.f.
532. Oxytropis susamyrensis B.Fedtsch.
533. Oxytropis susumanica Jurtzev
534. Oxytropis sutaica N.Ulziykh.
535. Oxytropis sutakensis Maassoumi
536. Oxytropis sylvatica (Pall.) DC.
537. Oxytropis szovitsii Boiss. & Buhse
538. Oxytropis tachtensis Franch.
539. Oxytropis talassica Gontsch.
540. Oxytropis taldycola Grubov & Vassilcz.
541. Oxytropis talgarica Popov
542. Oxytropis taochensis Kom.
543. Oxytropis tashkurensis S.H.Cheng ex X.Y.Zhu, Y.F.Du & H.Ohashi
544. Oxytropis tatarica Hook.f. & Thomson ex Bunge
545. Oxytropis tenuirostris Boriss.
546. Oxytropis tenuis Palib.
547. Oxytropis tenuissima Vassilcz.
548. Oxytropis terekensis B.Fedtsch.
549. Oxytropis teres DC.
550. Oxytropis tianschanica Bunge
551. Oxytropis tichomirovii Jurtzev
552. Oxytropis tilingii Bunge
553. Oxytropis todomoshiriensis Miyabe & T.Miyake
554. Oxytropis tomentosa Gontsch.
555. Oxytropis tomoriensis Kit Tan, Shuka & Vold
556. Oxytropis tompudae Popov
557. Oxytropis torrentium Vassilcz.
558. Oxytropis tragacanthoides Fisch. ex DC.
559. Oxytropis trajectorum B.Fedtsch.
560. Oxytropis transalaica Vassilcz.
561. Oxytropis trichocalycina Bunge ex Boiss.
562. Oxytropis trichophora Franch.
563. Oxytropis trichophysa Bunge
564. Oxytropis trichosphaera Freyn
565. Oxytropis triflora Hoppe
566. Oxytropis triphylla (Pall.) DC.
567. Oxytropis tschatkalensis Lar.N.Vassiljeva
568. Oxytropis tschimganica Gontsch.
569. Oxytropis tschujae Bunge
570. Oxytropis tudanensis X.Y.Zhu, H.Ohashi & Si Feng Li
571. Oxytropis tukemansuensis X.Y.Zhu, H.Ohashi & Y.B.Deng
572. Oxytropis tunnellii Vassilcz.
573. Oxytropis turczaninovii Jurtzev
574. Oxytropis tyttantha Gontsch.
575. Oxytropis ugamensis Vassilcz.
576. Oxytropis ugamica Gontsch.
577. Oxytropis ulzijchutagii Sanchir
578. Oxytropis uniflora Jurtzev
579. Oxytropis uralensis (L.) DC.
580. Oxytropis urumovii Jáv.
581. Oxytropis uschakovii Jurtzev
582. Oxytropis vadimii Vassilcz.
583. Oxytropis vakhdzhirii Vassilcz.
584. Oxytropis valerii Vassilcz.
585. Oxytropis varlakovii Serg.
586. Oxytropis vassilczenkoi Jurtzev
587. Oxytropis vassilievii Jurtzev
588. Oxytropis vasskovskyi Jurtzev
589. Oxytropis vavilovii Vassilcz.
590. Oxytropis vermicularis Freyn
591. Oxytropis viae-amicitiae Vassilcz.
592. Oxytropis viridiflava Kom.
593. Oxytropis volkii Rech.f.
594. Oxytropis vositensis Vassilcz.
595. Oxytropis vvedenskyi Filim.
596. Oxytropis williamsii Vassilcz.
597. Oxytropis wologdensis Knjaz.
598. Oxytropis wrangelii Jurtzev
599. Oxytropis wutaiensis Tatew. & Hurus.
600. Oxytropis xidatanensis Y.H.Wu
601. Oxytropis xinghaiensis Y.H.Wu
602. Oxytropis xinglongshanica C.W.Chang
603. Oxytropis yanchiensis X.Y.Zhu, H.Ohashi & L.R.Xu
604. Oxytropis yekenensis X.Y.Zhu, H.Ohashi & Y.B.Deng
605. Oxytropis yunnanensis Franch.
606. Oxytropis zadoiensis Y.H.Wu
607. Oxytropis zaprjagaevae Abdusal.
608. Oxytropis zaquensis Y.H.Wu
609. Oxytropis zekogensis Y.H.Wu
610. Oxytropis zemuensis (W.W.Sm.) L.B.Chaudhary